# Beverley Johnston
Beverley Jean Johnston (* 4. Juni 1957 in Lachine/Arrondissements von Montreal, Québec) ist eine kanadische Schlagwerkerin.

## Leben
Johnston begann siebenjährig eine Klavierausbildung und wechselte im Alter von dreizehn Jahren zur Perkussion. Von 1974 bis 1977 nahm sie privaten Unterricht bei Lanny Levine am Vanier College in Montreal. An der University of Toronto studierte sie bei Russell Hartenberger, einem Mitglied der Perkussionsgruppe Nexus und war die erste Frau, die hier einen Abschluss im Fach Perkussion erlangte.
Ihre professionelle Laufbahn als Schlagwerkerin, vor allem als Marimbaspielerin, begann sie 1979 gefördert von den New Music Concerts und mit dem Orchester des National Ballet of Canada. 1980 gehörte sie zu den Gründern des  Toronto Percussion Ensemble, und ab 1983 war sie Perkussionistin des Ensembles Arraymusic. Ab 1986 trat sie auch mit dem Orchester der Canadian Opera Company auf. Sie spielte Transkriptionen von klassischer und Barockmusik, Konzerte für Perkussionsinstrumente, Ragtime und Barbershopmusik und vergab Kompositionsaufträge an Harry Freedman, Peter Hatch, David Jaeger, Larysa Kuzmenko, Michael Matthews, Ann Southam und andere.
Als Solistin trat sie bei vielen internationalen Perkussionsfestivals auf, u. a. bei der Percussive Arts Society International Convention (1988, 1995, 2006, 2009, 2014), beim The Zeltsman Marimba Festival in den USA (2005, 2009, 2013), bei der Nebojsa Zivkovic’s International Marimba Academy in Deutschland (2008), beim Shenyang International Percussion Festival in China, beim The International Marimba Festival and Conference in Minneapolis (2010) und bei der International Katarzyna Mycka Marimba Academy in Europe (2013, 2015). Als Kammermusikerin trat sie u. a. mit der Flötistin Susan Hoeppner, dem Geiger Marc Djokic, dem Blue Rider Ensemble und dem Joint Venture Percussion Duo auf.
Mit dem Esprit Orchestra spielte Johnston die nordamerikanische Erstaufführung von Maik Ishiis Afro Concerto, mit dem CBC Vancouver Orchestra zwei ihr gewidmete Konzerte von Gary Kulesha und von Patrick Cardy, mit der Symphony Nova Scotia James Macmillans Perkussionskonzert Veni, Veni Emmanuel (2002), mit dem Hamilton Philharmonic Orchestra und dem South Dakota Symphonic Orchestra Alice Hos Konzert Radiantia und mit dem Manitoba Chamber Orchestra die Welturaufführung von Christos Hatzis’ Pyrrichean Dances für Perkussion, Viola und Streichorchester.
In Anerkennung ihre Verdienste um die Aufführung von Werken zeitgenössischer kanadischer Komponisten wurde Johnston 2009 Botschafterin des Canadian Music Centre. Sie unterrichtet an der University of Toronto und seit 2016 am Banff Centre for Arts and Creativity. 2023 wurde sie für den Oskar Morawetz Award for Excellence in Music Performance nominiert.

## Diskographie
- Woman Runs with Wolves (2013)
- Ming (2009)
- Garden of Delights (2004)
- Alternate Currents (1992)
- Marimbach (1989)
- Impact (1986, nominiert für einen Juno Award)